# Ag2r La Mondiale/Saison 2016
Diese Liste beschreibt die Mannschaft und die Erfolge des Radsportteams ag2r La Mondiale in der Saison 2016.

## Erfolge in der UCI WorldTour
In der Saison 2016 gelangen dem Team nachstehende Erfolge in der UCI WorldTour.
| Datum         | Rennen                     | Sieger        |
| ------------- | -------------------------- | ------------- |
| 22. Juli      | 19. Etappe Tour de France  | Romain Bardet |
| 10. September | 20. Etappe Vuelta a España | Pierre Latour |

## Erfolge in der UCI Europe Tour
In der Saison 2016 gelangen dem Team nachstehende Erfolge in der UCI Europe Tour.
| Datum         | Rennen                          | Kat. | Sieger          |
| ------------- | ------------------------------- | ---- | --------------- |
| 14. Februar   | 4. Etappe Mittelmeer-Rundfahrt  | 2.1  | Jan Bakelants   |
| 3. April      | Paris–Camembert                 | 1.1  | Cyril Gautier   |
| 24. April     | La Roue Tourangelle             | 1.1  | Samuel Dumoulin |
| 28. Mai       | Grand Prix de Plumelec-Morbihan | 1.1  | Samuel Dumoulin |
| 29. Mai       | Boucles de l’Aulne              | 1.1  | Samuel Dumoulin |
| 11. September | Tour du Doubs                   | 1.1  | Samuel Dumoulin |

## Zugänge – Abgänge
| Zugänge       | Team 2015           | Abgänge           | Team 2016                   |
| ------------- | ------------------- | ----------------- | --------------------------- |
| Cyril Gautier | Team Europcar       | Carlos Betancur   | Movistar Team               |
| Jesse Sergent | Trek Factory Racing | Lloyd Mondory     | Dopingsperre                |
|               |                     | Rinaldo Nocentini | Clube de Ciclismo de Tavira |

## Mannschaft
| Teamkader 2016                                             | Teamkader 2016     | Teamkader 2016 | Teamkader 2016                     |
| Name                                                       | Geburtsdatum       | Land           | Vorheriges Team                    |
| ---------------------------------------------------------- | ------------------ | -------------- | ---------------------------------- |
| Gediminas Bagdonas                                         | 26. Dezember 1985  | Litauen        | An Post-Sean Kelly (2012)          |
| Jan Bakelants                                              | 14. Februar 1986   | Belgien        | Omega Pharma-Quick Step (2014)     |
| Romain Bardet                                              | 9. November 1990   | Frankreich     | Chambéry CF (2011)                 |
| Julien Bérard                                              | 27. Juli 1987      | Frankreich     | Chambéry CF (2009)                 |
| François Bidard                                            | 19. März 1992      | Frankreich     | Chambéry CF (2015)                 |
| Guillaume Bonnafond                                        | 23. Juni 1987      | Frankreich     | Chambéry CF (2008)                 |
| Mikaël Chérel                                              | 17. März 1986      | Frankreich     | FDJ (2010)                         |
| Maxime Daniel                                              | 5. Juni 1991       | Frankreich     | Sojasun (2013)                     |
| Nico Denz                                                  | 15. Februar 1994   | Deutschland    | Chambéry CF (2015)                 |
| Axel Domont                                                | 7. August 1990     | Frankreich     | Chambéry CF (2012)                 |
| Samuel Dumoulin                                            | 20. August 1980    | Frankreich     | Cofidis, le Crédit en Ligne (2012) |
| Hubert Dupont                                              | 13. November 1980  | Frankreich     | RAGT Semences (2005)               |
| Ben Gastauer                                               | 14. November 1987  | Luxemburg      | Chambéry CF (2009)                 |
| Damien Gaudin                                              | 20. August 1986    | Frankreich     | Team Europcar (2013)               |
| Cyril Gautier                                              | 26. September 1987 | Frankreich     | Team Europcar (2015)               |
| Alexis Gougeard                                            | 5. März 1993       | Frankreich     | USSA Pavilly Barentin (2013)       |
| Patrick Gretsch                                            | 7. April 1987      | Deutschland    | Argos-Shimano (2013)               |
| Hugo Houle                                                 | 27. September 1990 | Kanada         | SpiderTech-C10 (2012)              |
| Quentin Jauregui                                           | 22. April 1994     | Frankreich     | Roubaix Lille Métropole (2014)     |
| Blel Kadri                                                 | 3. September 1986  | Frankreich     | AG2R-La Mondiale (2008)            |
| Pierre Latour                                              | 12. Oktober 1993   | Frankreich     | Chambéry CF (2014)                 |
| Sébastien Minard                                           | 12. Juni 1982      | Frankreich     | Cofidis, le Crédit en Ligne (2010) |
| Matteo Montaguti                                           | 6. Januar 1984     | Italien        | De Rosa-Stac Plastic (2010)        |
| Jean-Christophe Péraud                                     | 22. Mai 1977       | Frankreich     | Omega Pharma-Lotto (2010)          |
| Domenico Pozzovivo                                         | 30. November 1982  | Italien        | Colnago-CSF Inox (2012)            |
| Christophe Riblon                                          | 17. Januar 1981    | Frankreich     | CC Nogent-sur-Oise (2004)          |
| Jesse Sergent                                              | 8. Juli 1988       | Neuseeland     | Trek Factory Racing (2015)         |
| Sébastien Turgot                                           | 11. April 1984     | Frankreich     | Team Europcar (2013)               |
| Johan Vansummeren                                          | 4. Februar 1981    | Belgien        | Garmin-Sharp (2014)                |
| Alexis Vuillermoz                                          | 1. Juni 1988       | Frankreich     | Sojasun (2013)                     |
| Benoît Cosnefroy (1. Aug.–31. Dez., Stagiaire)             | 17. Oktober 1995   | Frankreich     | Chambéry CF (2016)                 |
| Étienne Fabre (15. Aug.–10. Dez., Stagiaire, Anm.)         | 5. August 1996     | Frankreich     | Chambéry CF (2016)                 |
| Rémy Rochas (1. Aug.–31. Dez., Stagiaire)                  | 18. Mai 1996       | Frankreich     | Chambéry CF (2016)                 |
|                                                            |                    |                |                                    |
| Quellen: ProCyclingStats Cycling Quotient Cycling Archives |                    |                |                                    |

Anmerkung: Étienne Fabre, Tod